# Mate Cosido
Segundo David  Peralta (Monteros, Tucumán, 3 de marzo de 1897-visto por última vez en Chaco, 7 de enero de 1940), conocido como Mate Cosido, fue un famoso bandolero del noroeste argentino, calificado por algunos como "delincuente" y por otros como "benefactor" o "rebelde".

## Accionar criminal
Llegó a la provincia del Chaco hacia 1926 proveniente de Asunción y luego desde Corrientes. En prontuarios policiales de Tucumán, Córdoba y Santiago del Estero se registra a David Segundo Peralta, alias "Mate Cosido" (1916 a 1924).
Su apodo "mate cosido" hacía referencia a una cicatriz que tenía en la cabeza, llamada "mate" en la jerga popular, sobre todo la norteña; y, al mismo tiempo, hacía un juego de palabras con la infusión "mate cocido", con cuya fonética coincide.
Su personalidad era la de un hombre culto, se comportaba con humildad y educación, pagaba con generosidad el más mínimo servicio recibido; así ganó aprecio y popularidad. Armaba los robos al detalle. Las poderosas empresas que robaba (Bunge y Born, Dreyfus, La Forestal) daban lo imposible a las fuerzas de seguridad para su captura. La leyenda urbana afirmaba que robaba a las empresas ricas -la mayor parte, extranjeras- para ayudar a los pobres. A su vez, la leyenda redondeaba su proceder aseverando que la espantosa manera de su accionar era montada por las empresas que "robaban al pueblo chaqueño". 
Mate Cosido se autotitulaba el bandido de los pobres, escribía artículos en revistas de la época, allanándose sobre los motivos de sus exacciones, que jamás robaba a los pobres para dárselo a los ricos. Así se hizo valer en los grupos anarquistas.
En su carrera delictiva usaba muchos documentos falsos asequibles en Buenos Aires, bajo nombres como Julio del Prado, Manuel Bertolatti, José Amaya o Julio Blanco.
Evitaba la violencia cuanto podía y nunca tenía enfrentamientos armados con la policía. No era por miedo, sino una manera de proceder. 
Con el anarquista y bandido pampeano Juan Bautista Bairoletto proyectaron asaltar una fábrica de tanino, sin embargo Peralta desistió por no estar de acuerdo con lo que suponía que sobrevendría: Bairoletto ejecutó el robo, dejando un empleado muerto en la balacera con la policía. 
Los habitantes de Presidencia Roque Sáenz Peña, de Gancedo, y en definitiva la mayoría de los pueblos grandes, fueron admirados testigos de las acciones de Mate Cosido. Vestía casi disfrazado, o como peón rural o como viajante, para no levantar sospechas.
Su fama de justiciero llegó a Buenos Aires. El 22 de diciembre de 1939, la banda de Mate Cosido secuestró al estanciero Jacinto Berzón. El pedido de rescate por 50.000 pesos moneda nacional fue con precisas recomendaciones: el dinero se arrojaría, el 7 de enero de 1940, desde el tren, antes de la Estación de Ferrocarril de Villa Berthet, Chaco. Pero en el tiroteo policial en el lugar pactado, Peralta resultó malherido en la cadera. No volvió a aparecer. Si murió, tampoco fueron encontrados sus restos.

## Canciones
- León Gieco compuso la canción "Bandidos rurales", que luego sería interpretada por el cantautor con la participación de Ricardo Iorio en el disco homónimo, en donde cuenta la vida de famosos bandidos argentinos, con una buena parte dedicada a Mate Cosido.
- Adrián Abonizio compuso la canción "Historia de Mate Cosido", popularizada por Juan Carlos Baglietto.
- Nélida Argentina Zenón compuso un clásico chamamé llamado "Mate Cosido", grabado por ella y varios intérpretes más. Dice:

Esta es la historia de un gaucho bueno

que un día el destino lo castigó

llenando su alma de tucumano

de la injusticia que lo venció.

Mate Cosido era el apodo de aquel bandido bravo y feroz

que fue el terror del norte argentino, del 18 al 42.

Formó su trío de bandoleros con Zamacola y “el calabrés”

en los poblados y en los caminos fueron temidos yaguaretés.

Pero fue un día, allá, en el Chaco

que un compañero lo delató

desde aquel día Mate Cosido

huyó a la selva y nunca volvió.